# Уфимский автобус
Уфимский автобус — автобусная система города и пригорода Уфы. С 2018 года проходит транспортная реформа. В городе действуют Южный автовокзал и государственный перевозчик «Башавтотранс».

## История
В 1923 году БашЦИК принял решение «Об усилении автотранспорта Башреспублики». В июне 1924 года в Уфе впервые открылось автобусное сообщение по маршруту «Оперный театр — Железнодорожный вокзал — Сафроновская пристань». На линии ходил лишь один автобус. С 1926 года движение по этому маршруту становится регулярным. Первые пассажирские машины были переоборудованы из грузовиков.
В 1929 году открыты междугородные маршруты от Уфы до Бирска и Стерлитамака.
В начале Великой Отечественной войны почти весь автотранспорт был отправлен военными эшелонами для нужд фронта.

В 1946 году было организовано Уфимское пассажирское автотранспортное предприятие. В 1948 году были возобновлены междугородные пассажирские маршруты. В 1955 году создан Башкирский автотранспортный трест.

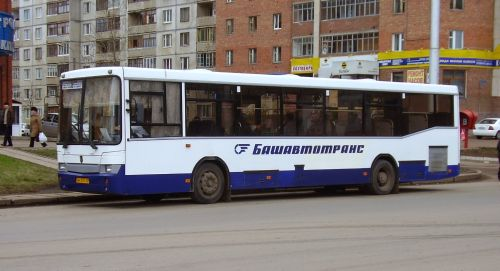
Автобус «НефАЗ» на 39-м маршруте

В 2006 году предприятиями ГУП «Башавтотранс» РБ обслуживались 51 автобусный маршрут (с ежедневным выпуском — 470 автобусов), 12 автопредприятиями негосударственной формы собственности и 1 индивидуальным предпринимателем — 86 коммерческих маршрутов (1400 автобусов с коэффициентом 0,8).
В 2020 году всего в Уфе эксплуатировалось 2200 автобусов малого класса, среди которых ПАЗ-3205 и ПАЗ-4234, и 281 — большого класса.

## Автотранспортные предприятия

### Уфимское ПАТП № 1
- Адрес 1: Цветочная ул., д. 1
- Адрес 2: Сипайловская ул., д. 7

332 автобуса в пассажирской эксплуатации.

### Уфимское ПАТП № 3
- Адрес 1: Большая Гражданская ул., д. 22
- Адрес 2: ул. Степана Злобина, д. 31

304 автобуса в пассажирской эксплуатации.

## Подвижной состав
В настоящее время эксплуатируется следующие автобусы. 

#### Автобусы большой вместимости

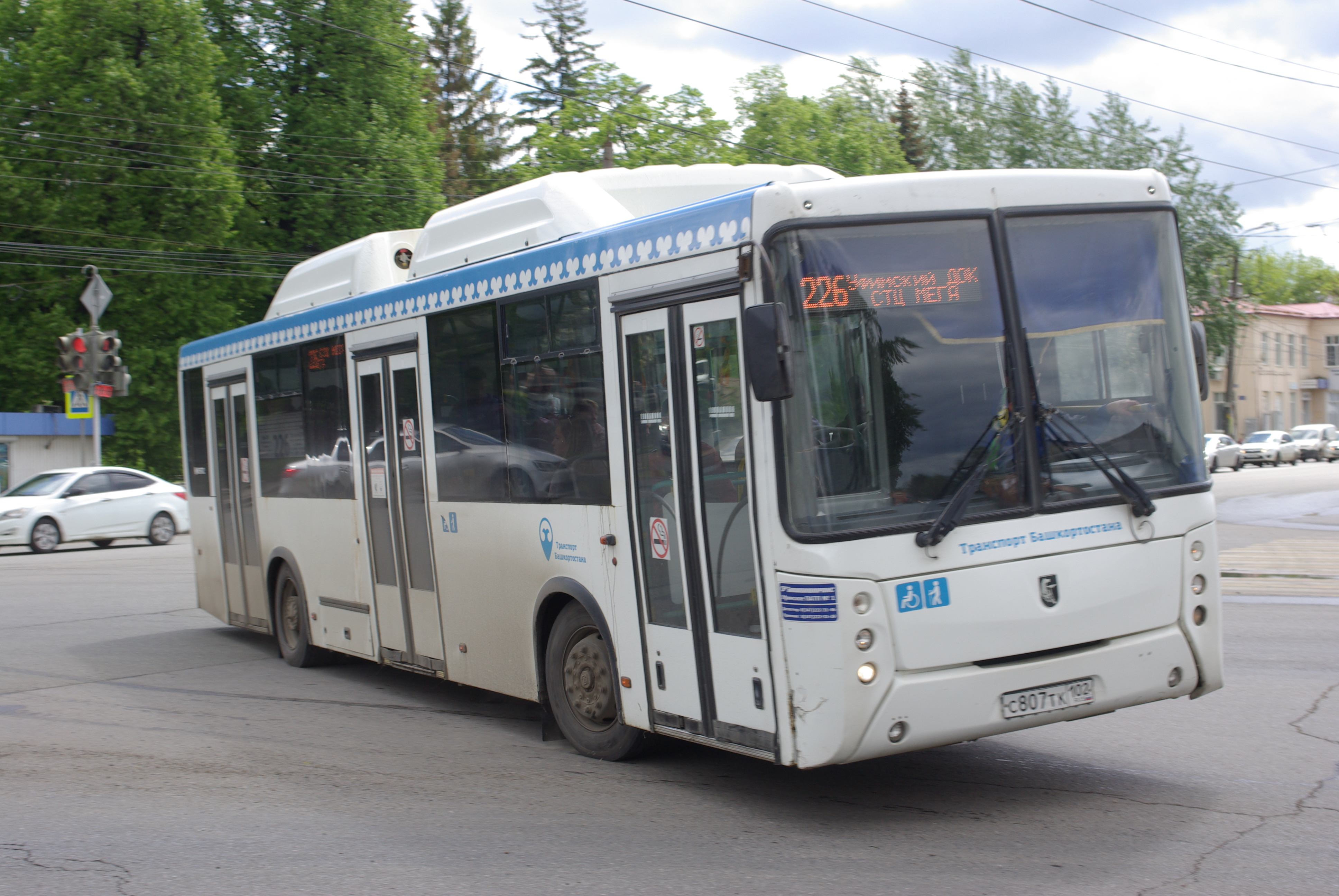
НефАЗ-5299-30-51

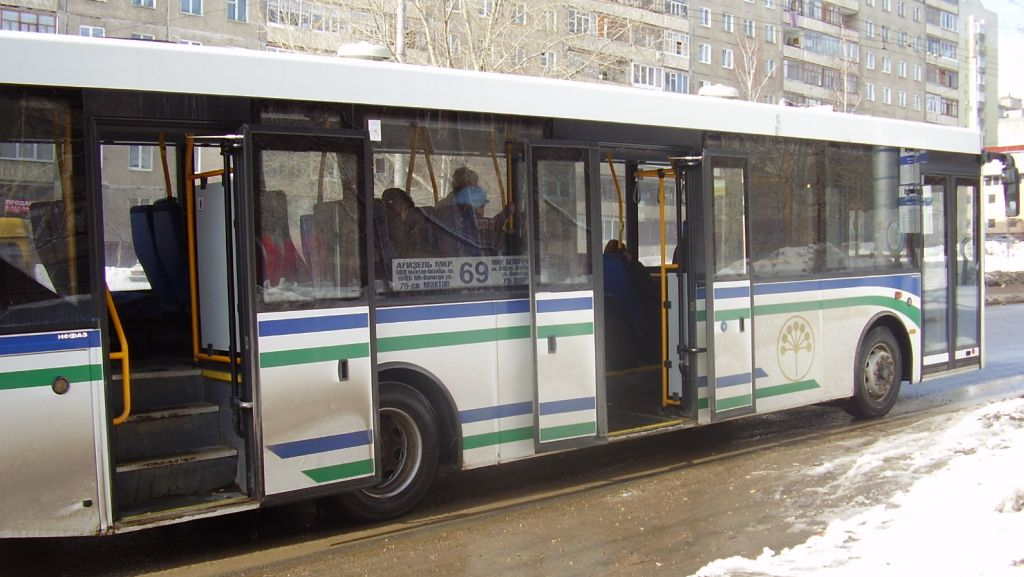
VDL-НефАЗ-52997

- ЛиАЗ-5293.65
- МАЗ-103
- НефАЗ-5299-20-32
- НефАЗ-5299-30-32

- НефАЗ-5299-30-51
- НефАЗ-5299-30-56
- НефАЗ-5299-30-57
- НефАЗ-5299-40-57
- Lotos-105

- VDL-НефАЗ-52997 Transit
- VDL-НефАЗ-52998 Transit
- Yutong ZK6890HGQ

#### Автобусы особо большой вместимости
- VDL-НефАЗ-52995 Transit

#### Автобусы средней вместимости
- МАЗ-206.086

#### Автобусы малого класса
- ГАЗ-322132
- Луидор-225000 (ГАЗ-322133)
- ГАЗель NEXT
- МАЗ-206
- Mercedes-Benz Sprinter 515CDI
- Lotos-206
- Нижегородец-222702 (Ford Transit)
- ПАЗ-320302-08
- ПАЗ-320412-04 «Вектор»
- ПАЗ-320414-14 «Вектор»
- ПАЗ 320405-04 «Вектор Next»
- ПАЗ 320435-04 «Вектор Next»
- ПАЗ-32053 (32054) (до прекращения в городе 15 декабря 2021 года)
- ПАЗ-4234 (до прекращения в городе 15 декабря 2021 года)
- Луидор-223237 (MB Sprinter Classic)
- Артан-2243 (Volkswagen Crafter)
- Hyundai County
- Fiat Ducato
- Ford Transit FBD
- Нижегородец-2227UT (IVECO Daily)
- IRITO Boxer L4H2 (Peugeot Boxer)
- IMC-Jumper L4H2 (Citroën Jumper)

## Стоимость проезда
С 3 июня 2024 года:
- Стоимость проезда и провоза багажа по городу за наличный расчёт и по банковской карте составляет 41 ₽;
- Стоимость проезда и провоза багажа по городу по единой транспортной карте «Алга» и бессрочной транспортной карте ГУП «Башавтотранс» РБ составляет 34 ₽;
- Стоимость проезда и провоза багажа по городу по картам студента и школьника ГУП «Башавтотранс» РБ составляет 34 ₽;
- Стоимость льготного проезда и провоза багажа по социальной карте Башкортостана составляет 34 ₽;

Оплата производится кондуктору, а при его отсутствии — водителю (при высадке).